# HD236650
HD236650 — хімічно пекулярна зоря спектрального класу B6, що має видиму зоряну величину в смузі V приблизно  8,9.
Вона  розташована на відстані близько 2160,0 світлових років від Сонця.

## Пекулярний хімічний вміст
Зоряна атмосфера HD236650 має підвищений вміст 
Hg
.